# Aloe itremensis
Aloe itremensis é uma espécie de liliopsida do gênero Aloe, pertencente à família Asphodelaceae.